# Industrial Montalfita
Industrial Montalfita, anomenada popularment Can Montal, va ser una empresa tèxtil de Badalona constituïda el 1929, amb orígens el 1843. Estava dedicada a la fabricació cotonera i va ser una de les més conegudes i importants del sector tèxtil català. Des de 1882 va estar a mans, principalment, de la família Montal, originària d'Arenys de Mar, que la va dirigir fins a la fallida de l'empresa el 1989.

## Història
El 1843, Josep Soler i Finet, un petit teixidor de cotó, es va associar amb el barceloní Nicolau Tous i Mirapeix i tots dos van constituir Josep Soler i Companyia, la qual va ser la primera fàbrica de Badalona en utilitzar llançadores de mà. El 1863, Tous degué augmentar la participació i la societat va ser reanomenada com Soler, Tous i Companyia.
 La fàbrica va estar sempre en un terreny que donava als carrers de Busquets –actual carrer d'Agustí Montal–, Rector i a l'avinguda de Martí Pujol, i anys més tard es va ampliar fins a l'actual carrer de Pau Rodon, a més de tenir en propietat la torre de Can Pi i Gibert, situada al costat mateix de la fàbrica.
Al llarg del segle xix s'hi van fer algunes millores, el 1850 s'hi introduí la màquina de vapor i el 1860 la filatura. Ja el 1880 la indústria tenia 180 treballadors. D'altra banda, a la mort de Nicolau Tous i Soler el 1870, va entrar com a soci Joaquim Montal i Fita, originari d'Arenys de Mar, que va ocupar el càrrec de gerent el 1873 de la nova societat Soler, Montal i Companyia. El 1882, Joaquim Montal va decidir comprar la majoria del capital social i va convertir l'empresa en Montal i Companyia, que va ser dissolta el 1893. Des d'aquest anys fins a 1913 l'empresa va anomenar-se Joaquim Montal i Fita.
A la mort de Joaquim, els seus fills Joaquim i Agustí Montal i Biosca van continuar el negoci amb el nom Fills de J. Montal i Fita SRC i, finalment, el 1929 van transformar-la en una societat anònima amb el nom Industrial Montalfita. Als anys 1930, Montalfita era la fàbrica de Badalona que més treballadors tenia i malgrat estar un moment en què hi hagué una forta conflictivitat obrera, Agustí Montal sempre va tenir fama de cuidar els seus treballadors, procurar-ne l'educació. També va seguir de prop la formació del seu fill, Agustí Montal i Galobart, que seria el primer de la nissaga a residir a Barcelona. Durant la guerra civil, els Montal van perdre el control de l'empresa i no el recuperen fins a 1939.
El 1989, l'empresa va presentar una suspensió de pagaments a causa dels deutes contrets amb diverses entitats bancàries. En aquell moment, facturava 1.200 milions de pessetes i hi treballaven 230 persones. Els motius de la suspensió van ser la baixada de vendes en un 20%, l'abaratiment dels preus també en un 20% i un augment notable de la morositat dels clients, a més de la competència portuguesa en el mercat de la pana. Malgrat estar en contacte amb una empresa belga en comprar la fàbrica i tenir previst un pla de reestructuració, finalment Montalfita va fer fallida aquell mateix any. L'any següent, l'empresa va fer donació al Museu de Badalona i a l'Arxiu Històric de la Ciutat de la documentació de l'empresa, juntament amb un conjunt de fotografies.